# مؤتمر الأمم المتحدة للتغير المناخي 2018
مؤتمر الأمم المتحدة للتغير المناخي لعام 2018 هو المؤتمر الرابع والعشرون للأطراف في اتفاقية الأمم المتحدة الإطارية بشأن التغير المناخي (COP24)، والمعروف أيضًا باسم مؤتمر كاتوفيتسه لتغير المناخ. عُقد بين 2 و 15 ديسمبر 2018 في كاتوفيتسه، بولندا، في مركز المؤتمرات الدولية. ترأس المؤتمر ميخائيل كورتيكا. تضمّن المؤتمر أيضًا الاجتماع الرابع عشر للأطراف في بروتوكول كيوتو (CMP14)، والدورة الثالثة للاجتماع الأول للأطراف في اتفاق باريس (CMA1-3 أو CMA1.3) الذي اتفق على قواعد لتنفيذ الاتفاق. كان هدف المؤتمر هو تنفيذ اتفاق باريس تنفيذًا كاملًا.

## التنظيم
بعد انسحاب الولايات المتحدة اتفاقية باريس للمناخ، أخذت الصين قيادة التحضيرات للمؤتمر، وفي نوفمبر\ تشرين الثاني عام 2018 أعلنت المنظمة العالمية للأرصاد الجوية بأن مستويات ثاني اكسيد الكربون في الإلاق الجوي وصلت ل 405 جزءا من مليون في عام 2017 وهو مستوى لم يصله إلى العام منذ ثلاثة إلى خمسة ملايين سنة، نشرت اللجنة الدولية للتغيرات المناخية في أكتوبر\ تشرين الأول عام 2018.

## المخرجات
وافق المؤتمر على تنفيد بنود اتفاقية باريس التي ستدخل حيز التنفيذ عام 2020، حيث اتفقت الدول على خفض نسب الانبعاثات بحسب قواعد نصّتها اتفاقية باريس أصدر ما يسمى اتفاق باريس ولتنفيذ اتفاقية باريس، كما حدّدت كل من ألمانيا والنرويج مضاعفة تبرعاتهما لصندوق المناخ الأخضر الذي أنشئ لدعم الدول النامية وكذلك أعلن البنك الدولي تعزيز تعاونه بمبلغ 200 مليار دولار بعد عام 2021. يتعين على الدول تخفيض نسبة الانبعاث حتى حلول عام 2024.

## الخطابات
في 3 ديسمبر 2018، أخبر عالم الطبيعة البريطاني الشهير، السير ديفيد أتينبارا، المندوبين في المؤتمر:
إننا نواجه الآن كارثة من صنع الإنسان على نطاق عالمي، وأخطر تهديد علينا منذ آلاف السنين: إنه تغير المناخ. إذا لم نتخذ الإجراءات اللازمة، فإن انهيار حضاراتنا وانقراض جزء كبير من العالم الطبيعي يلوح في الأفق.
في 4 ديسمبر 2018، خاطبت القمةَ الناشطةُ في مجال التغير المناخي غريتا تونبرج، البالغة من العمر 15 عامًا، وشرحت حدّة المشكلة قائلة:
ما آمل أن نحققه في هذا المؤتمر هو أن ندرك أننا نواجه تهديدًا وجوديًا. هذه أكبر أزمة تواجهها البشرية على الإطلاق. أولًا علينا أن ندرك ذلك، ثم نفعل شيئًا ما بأسرع ما يمكن لوقف الانبعاثات ومحاولة إنقاذ ما يمكننا إنقاذه.
في نفس اليوم، كتب الدالاي لاما الرابع عشر للمشاركين في المؤتمر: «إن تغير المناخ ليس مصدر قلق لدولة واحدة فقط أو اثنتين. إنه قضية تؤثر في البشرية جمعاء وفي كل كائن حي على هذه الأرض. هذا المكان الجميل هو وطننا الوحيد. علينا اتخاذ إجراءات جادة الآن لحماية بيئتنا وإيجاد حلول بنّاءة لظاهرة الاحتباس الحراري».
وأخبر آل غور المندوبين أنهم يواجهون «الخيار الأخلاقي الوحيد الأهم في تاريخ البشرية».
قال الأمين العام للأمم المتحدة أنطونيو غوتيريش: «الوقت ينفد. إن تضييع هذه الفرصة من شأنه أن يقوّض فرصتنا المثلى الأخيرة لوقف تغير المناخ الخارج عن السيطرة. لن يكون الأمر غير أخلاقي فحسب، بل سيكون انتحاريًا». إن التقرير الخاص باللجنة الدولية للتغيرات المناخية هو اعتراف صارخ لما ستعكسه عواقب الاحتباس العالمي عندما يتجاوز 1.5 درجة على مليارات الأشخاص حول العالم، خاصة أولئك الذين يعدّون الدول الجزرية الصغيرة أوطانًا. هذه ليست أنباء جيدة، ولكن لا يمكننا تجاهلها».
قال مسؤول أمريكي للطاقة، بريستون ويلز غريفيث، المدير الأول للطاقة والبيئة، في 10 ديسمبر 2018: «نعتقد اعتقادًا راسخًا أنه لا يجب على أي دولة أن تضحّي بالازدهار الاقتصادي أو أمن الطاقة من أجل تحقيق الاستدامة البيئية». وأضاف: «يمكننا تحقيق كل هذه الأهداف التي تُعدّ تكميلية». شدّد خلال خطابه على هذه الفكرة: «لا يجب أن يُسكِت التهويل الواقع».
عُقد أيضًا مؤتمر للشباب مع أطفال يمثّلون أكثر من 30 دولة خلال المؤتمر.

## الفعاليات
تتيح فعاليات المؤتمر الجانبية للمراقبين المعتمَدين، الذين يحظون بفرص محدودة للتحدث، باستضافة الفعاليات الجانبية المصنَّفة وفق ثلاث فئات كجزء من اتفاقية باريس.
تتضمن الفئات: تعزيز الطموح، وتشجيع التنفيذ، وتقديم الدعم للبلدان النامية. وهناك أيضًا فعاليات خارجية تستضيفها أمانة اتفاقية الأمم المتحدة الإطارية بشأن التغير المناخي والأطراف والمنظمات المراقِبة.
هناك 5 أيام مواضيعية في المؤتمر:
- 4 ديسمبر - بحث في يوم التدريب
- 5 ديسمبر - يوم الفلاحين
- 6 ديسمبر - يوم الأعمال والصناعة
- 7 ديسمبر - يوم الشعوب الأصلية
- 10 ديسمبر - يوم الطموح والانتقال العادل

أنشأت اتفاقية الأمم المتحدة الإطارية بشأن التغير المناخي حسابًا على يوتيوب يسمى «أستديو العمل المناخي» لتسجيل الفعاليات الجانبية في المؤتمر.
تؤرشف اتفاقية الأمم المتحدة الإطارية بشأن التغير المناخي جميع الفعاليات الجانبية لمؤتمر الأطراف الرابع والعشرين.